# Seznam prejemnic olimpijskih medalj v atletiki
Seznam prejemnic olimpijskih medalj v atletiki.

## Aktualne discipline

### 400 m
| Igre              | Zlato                                          | Srebro                                          | Bron                                       |
| Tokio 1964        | Betty Cuthbert (Avstralija)                    | Ann Packer (Združeno kraljestvo)                | Judy Amoore (Avstralija)                   |
| C. de Mexico 1968 | Colette Besson (Francija)                      | Lillian Board (Združeno kraljestvo)             | Natalija Pečonkina (Sovjetska zveza)       |
| München 1972      | Monika Zehrt (Vzhodna Nemčija)                 | Rita Wilden (Zahodna Nemčija)                   | Kathy Hammond (Združene države Amerike)    |
| Montreal 1976     | Irena Szewińska (Poljska)                      | Christina Brehmer (Vzhodna Nemčija)             | Ellen Streidt (Vzhodna Nemčija)            |
| Moskva 1980       | Marita Koch (Vzhodna Nemčija)                  | Jarmila Kratochvílová (Češkoslovaška)           | Christina Lathan (Vzhodna Nemčija)         |
| Los Angeles 1984  | Valerie Brisco-Hooks (Združene države Amerike) | Chandra Cheeseborough (Združene države Amerike) | Kathy Smallwood-Cook (Združeno kraljestvo) |
| Seul 1988         | Olga Brizgina (Sovjetska zveza)                | Petra Müller (Vzhodna Nemčija)                  | Olga Nazarova (Sovjetska zveza)            |
| Barcelona 1992    | Marie-José Perec (Francija)                    | Olga Brizgina (EUN)                             | Ximena Restrepo (Kolumbija)                |
| Atlanta 1996      | Marie-José Perec (Francija)                    | Cathy Freeman (Avstralija)                      | Falilat Ogunkoya (NGR)                     |
| Sydney 2000       | Cathy Freeman (Avstralija)                     | Lorraine Graham (JAM)                           | Katharine Merry (Združeno kraljestvo)      |
| Atene 2004        | Tonique Williams-Darling (BAH)                 | Ana Guevara (Mehika)                            | Natalija Antjuh (Rusija)                   |
| Peking 2008       | Christine Ohuruogu (GBR)                       | Shericka Williams (JAM)                         | Sanya Richards (USA)                       |
| London 2012       | Sanya Richards-Ross (USA)                      | Christine Ohuruogu (GBR)                        | DeeDee Trotter (USA)                       |
| Rio 2016          | Shaunae Miller (BAH)                           | Allyson Felix (USA)                             | Shericka Jackson (JAM)                     |

### 800 m
| Igre              | Zlato                                      | Srebro                                  | Bron                                    |
| Amsterdam 1928    | Lina Radke (Nemčija)                       | Kinue Hitomi (Japonska)                 | Inga Gentzel (Švedska)                  |
| Rim 1960          | Ljudmila Ševcova (Sovjetska zveza)         | Brenda Jones (Avstralija)               | Ursula Donath (EUA)                     |
| Tokio 1964        | Ann Packer (Združeno kraljestvo)           | Maryvonne Dupureur (Francija)           | Marise Chamberlain (Nova Zelandija)     |
| C. de Mexico 1968 | Madeline Manning (Združene države Amerike) | Ilona Silai (Romunija)                  | Mia Gommers (Nizozemska)                |
| München 1972      | Hildegard Falck (Zahodna Nemčija)          | Nijolė Sabaitė (Sovjetska zveza)        | Gunhild Hoffmeister (Vzhodna Nemčija)   |
| Montreal 1976     | Tatjana Kazankina (Sovjetska zveza)        | Nikolina Štereva (Bolgarija)            | Elfi Zinn (Vzhodna Nemčija)             |
| Moskva 1980       | Nadežda Olizarenko (Sovjetska zveza)       | Olga Minejeva (Sovjetska zveza)         | Tatjana Providohina (Sovjetska zveza)   |
| Los Angeles 1984  | Doina Melinte (Romunija)                   | Kim Gallagher (Združene države Amerike) | Fita Lovin (Romunija)                   |
| Seul 1988         | Sigrun Wodars (Vzhodna Nemčija)            | Christine Wachtel (Vzhodna Nemčija)     | Kim Gallagher (Združene države Amerike) |
| Barcelona 1992    | Ellen van Langen (Nizozemska)              | Lilija Nurutdinova (EUN)                | Ana Fidelia Quirot (Kuba)               |
| Atlanta 1996      | Svetlana Masterkova (Rusija)               | Ana Fidelia Quirot (Kuba)               | Maria de Lurdes Mutola (MOZ)            |
| Sydney 2000       | Maria de Lurdes Mutola (MOZ)               | Stephanie Graf (Avstrija)               | Kelly Holmes (Združeno kraljestvo)      |
| Atene 2004        | Kelly Holmes (Združeno kraljestvo)         | Hasna Benhassi (Maroko)                 | Jolanda Čeplak (Slovenija)              |
| Peking 2008       | Pamela Jelimo (KEN)                        | Janeth Jepkosgei (KEN)                  | Hasna Benhassi (MAR)                    |
| London 2012       | Marija Savinova (RUS)                      | Caster Semenya (RSA)                    | Jekaterina Pojstogova (RUS)             |
| Rio 2016          | Caster Semenya (RSA)                       | Francine Niyonsaba (BDI)                | Margaret Wambui (KEN)                   |

### 1500 m
| Igre             | Zlato                               | Srebro                                  | Bron                                 |
| München 1972     | Ljudmila Bragina (Sovjetska zveza)  | Gunhild Hoffmeister (Vzhodna Nemčija)   | Paola Cacchi (Italija)               |
| Montreal 1976    | Tatjana Kazankina (Sovjetska zveza) | Gunhild Hoffmeister (Vzhodna Nemčija)   | Ulrike Klapezynski (Vzhodna Nemčija) |
| Moskva 1980      | Tatjana Kazankina (Sovjetska zveza) | Christiane Wartenberg (Vzhodna Nemčija) | Nadežda Olizarenko (Sovjetska zveza) |
| Los Angeles 1984 | Gabriella Dorio (Italija)           | Doina Melinte (Romunija)                | Maricica Puica (Romunija)            |
| Seul 1988        | Paula Ivan (Romunija)               | Laimutė Baikauskaitė (Sovjetska zveza)  | Tetjana Samolenko (Sovjetska zveza)  |
| Barcelona 1992   | Hassiba Boulmerka (Alžirija)        | Ljudmila Rogačova (EUN)                 | Ču Junšia (Kitajska)                 |
| Atlanta 1996     | Svetlana Masterkova (Rusija)        | Gabriela Szabo (Romunija)               | Theresia Kiesl (Avstrija)            |
| Sydney 2000      | Nouria Mérah-Benida (Alžirija)      | Violeta Szekely (Romunija)              | Gabriela Szabo (Romunija)            |
| Atene 2004       | Kelly Holmes (Združeno kraljestvo)  | Tatjana Tomašova (Rusija)               | Maria Cioncan (Romunija)             |
| Peking 2008      | Nancy Lagat (KEN)                   | Irina Liščinska (UKR)                   | Natalija Tobias (UKR)                |
| London 2012      | brez                                | Maryam Yusuf Jamal (BHR)                | Tatjana Tomašova (RUS)               |
| Rio 2016         | Faith Kipyegon (KEN)                | Genzebe Dibaba (ETH)                    | Jennifer Simpson (USA)               |

### 5000 m
| Igre         | Zlato                     | Srebro                             | Bron                     |
| Atlanta 1996 | Wang Junxia (Kitajska)    | Pauline Konga (Kenija)             | Roberta Brunet (Italija) |
| Sydney 2000  | Gabriela Szabo (Romunija) | Sonia O'Sullivan (Republika Irska) | Gete Vami (ETH)          |
| Atene 2004   | Meseret Defar (ETH)       | Isabella Ochichi (Kenija)          | Tiruneš Dibaba (ETH)     |
| Peking 2008  | Tirunesh Dibaba (ETH)     | Meseret Defar (ETH)                | Sylvia Kibet (Kenija)    |
| London 2012  | Meseret Defar (ETH)       | Vivian Cheruiyot (KEN)             | Tirunesh Dibaba (ETH)    |
| Rio 2016     | Vivian Cheruiyot (KEN)    | Hellen Obiri (KEN)                 | Almaz Ayana (ETH)        |

### 10000 m
| Igre           | Zlato                             | Srebro                                     | Bron                                      |
| Seul 1988      | Olga Bondarenko (Sovjetska zveza) | Liz McColgan (Združeno kraljestvo)         | Jelena Župijeva-Vjazova (Sovjetska zveza) |
| Barcelona 1992 | Derartu Tulu (ETH)                | Elana Meyer (Republika Južna Afrika)       | Lynn Jennings (Združene države Amerike)   |
| Atlanta 1996   | Fernanda Ribeiro (Portugalska)    | Wang Junxia (Kitajska)                     | Gete Vami (ETH)                           |
| Sydney 2000    | Derartu Tulu (ETH)                | Gete Vami (ETH)                            | Fernanda Ribeiro (Portugalska)            |
| Atene 2004     | Xing Huina (Kitajska)             | Ejegayehu Dibaba (ETH)                     | Derartu Tulu (ETH)                        |
| Peking 2008    | Tiruneš Dibaba (ETH)              | Shalane Flanagan (Združene države Amerike) | Linet Masai (Kenija)                      |
| London 2012    | Tirunesh Dibaba (ETH)             | Sally Kipyego (KEN)                        | Vivian Cheruiyot (KEN)                    |
| Rio 2016       | Almaz Ayana (ETH)                 | Vivian Cheruiyot (KEN)                     | Tirunesh Dibaba (ETH)                     |

### Maraton
| Igre             | Zlato                                 | Srebro                      | Bron                                   |
| Los Angeles 1984 | Joan Benoit (Združene države Amerike) | Grete Waitz (Norveška)      | Rosa Mota (Portugalska)                |
| Seul 1988        | Rosa Mota (Portugalska)               | Lisa Martin (Avstralija)    | Katrin Dörre (Vzhodna Nemčija)         |
| Barcelona 1992   | Valentina Jegorova (EUN)              | Juko Arimori (Japonska)     | Lorraine Moller (Nova Zelandija)       |
| Atlanta 1996     | Fatuma Roba (ETH)                     | Valentina Jegorova (Rusija) | Juko Arimori (Japonska)                |
| Sydney 2000      | Naoko Takahaši (Japonska)             | Lidia Șimon (Romunija)      | Joyce Chepchumba (Kenija)              |
| Atene 2004       | Mizuki Noguči (Japonska)              | Catherine Ndereba (Kenija)  | Deena Kastor (Združene države Amerike) |
| Peking 2008      | Constantina Tomescu (ROU)             | Catherine Ndereba (KEN)     | Zhou Chunxiu (CHN)                     |
| London 2012      | Tiki Gelana (ETH)                     | Priscah Jeptoo (KEN)        | Tatjana Arhipova (RUS)                 |
| Rio 2016         | Jemima Sumgong (KEN)                  | Eunice Kirwa (BRN)          | Mare Dibaba (ETH)                      |

### 100 m z ovirami
| Igre             | Zlato                                             | Srebro                                   | Bron                                                                 |
| München 1972     | Annelie Ehrhardt (Vzhodna Nemčija)                | Valeria Bufanu (Romunija)                | Karin Balzer (Vzhodna Nemčija)                                       |
| Montreal 1976    | Johanna Schaller-Klier (Vzhodna Nemčija)          | Tatjana Anisimova (Sovjetska zveza)      | Natalija Lebedjeva (Sovjetska zveza)                                 |
| Moskva 1980      | Vera Komisova (Sovjetska zveza)                   | Johanna Klier (Vzhodna Nemčija)          | Lucyna Langer (Poljska)                                              |
| Los Angeles 1984 | Benita Fitzgerald-Brown (Združene države Amerike) | Shirley Strong (Združeno kraljestvo)     | Michèle Chardonnet (Francija) · Kim Turner (Združene države Amerike) |
| Seul 1988        | Jordanka Donkova (Bolgarija)                      | Gloria Siebert (Vzhodna Nemčija)         | Claudia Zaczkiewicz (Zahodna Nemčija)                                |
| Barcelona 1992   | Voula Patoulidou (Grčija)                         | LaVonna Martin (Združene države Amerike) | Jordanka Donkova (Bolgarija)                                         |
| Atlanta 1996     | Ludmila Engquist (Švedska)                        | Brigita Bukovec (Slovenija)              | Patricia Girard-Léno (Francija)                                      |
| Sydney 2000      | Olga Šišigina (KAZ)                               | Glory Alozie (NGR)                       | Melissa Morrison (Združene države Amerike)                           |
| Atene 2004       | Joanna Hayes (Združene države Amerike)            | Olena Krasovska (Ukrajina)               | Melissa Morrison (Združene države Amerike)                           |
| Peking 2008      | Dawn Harper (USA)                                 | Sally McLellan (AUS)                     | Priscilla Lopes-Schliep (CAN)                                        |
| London 2012      | Sally Pearson (AUS)                               | Dawn Harper (USA)                        | Kellie Wells (USA)                                                   |
| Rio 2016         | Brianna Rollins (USA)                             | Nia Ali (USA)                            | Kristi Castlin (USA)                                                 |

### 400 m z ovirami
| Igre             | Zlato                               | Srebro                                          | Bron                                          |
| Los Angeles 1984 | Nawal El Moutawakel (Maroko)        | Judi Brown (Združene države Amerike)            | Cristeana Cojocaru (Romunija)                 |
| Seul 1988        | Debbie Flintoff-King (Avstralija)   | Tatjana Ledovska (Sovjetska zveza)              | Ellen Fiedler (Vzhodna Nemčija)               |
| Barcelona 1992   | Sally Gunnell (Združeno kraljestvo) | Sandra Farmer-Patrick (Združene države Amerike) | Janeene Vickers (Združene države Amerike)     |
| Atlanta 1996     | Deon Hemmings (JAM)                 | Kim Batten (Združene države Amerike)            | Tonja Buford-Bailey (Združene države Amerike) |
| Sydney 2000      | Irina Privalova (Rusija)            | Deon Hemmings (JAM)                             | Nezha Bidouane (Maroko)                       |
| Atene 2004       | Fani Chalkia (Grčija)               | Ionela Târlea-Manolache (Romunija)              | Tetjana Tereščuk-Antipova (Ukrajina)          |
| Peking 2008      | Melaine Walker (JAM)                | Sheena Tosta (USA)                              | Tasha Danvers (GBR)                           |
| London 2012      | Natalija Antjuh (RUS)               | Lashinda Demus (USA)                            | Zuzana Hejnová (CZE)                          |
| Rio 2016         | Dalilah Muhammad (USA)              | Sara Petersen (DEN)                             | Ashley Spencer (USA)                          |

### 3000 m z zaprekami
| Igre        | Zlato                          | Srebro                      | Bron                       |
| Peking 2008 | Gulnara Samitova-Galkina (RUS) | Eunice Jepkorir (KEN)       | Tatjana Petrova (RUS)      |
| London 2012 | Habiba Ghribi (TUN)            | Sofia Assefa (ETH)          | Milcah Chemos Cheywa (KEN) |
| Rio 2016    | Ruth Jebet (BRN)               | Hyvin Kiyeng Jepkemoi (KEN) | Emma Coburn (USA)          |

### Štafeta 4 x 100 m
| Igre              | Zlato | Srebro | Bron |
| Amsterdam 1928    | Kanada · Fanny Rosenfeld · Ethel Smith · Jane Bell · Myrtle Cook                                           | ZDA · Mary Washburn · Jessie Cross · Loretta McNeil · Betty Robinson                                                                          | Nemčija · Rosa Kellner · Helene Schmidt · Anni Holdmann · Helene Junker                                         |
| Los Angeles 1932  | ZDA · Mary Carew · Evelyn Furtsch · Annette Rogers · Wilhelmina von Bremen                                 | Kanada · Mildred Fizzell · Lillian Palmer · Mary Frizzell · Hilda Strike                                                                      | Združeno kraljestvo · Eileen Hiscock · Gwendoline Porter · Violet Webb · Nellie Halstead                        |
| Berlin 1936       | ZDA · Harriet Bland · Annette Rogers · Betty Robinson · Helen Stephens                                     | Združeno kraljestvo · Eileen Hiscock · Violet Olney · Audrey Brown · Barbara Burke                                                            | Kanada · Dorothy Brookshaw · Mildred Dolson · Hilda Cameron · Aileen Meagher                                    |
| London 1948       | Nizozemska · Xenia Stad-de Jong · Netty Witziers-Timmer · Gerda van der Kade-Koudijs · Fanny Blankers-Koen | Avstralija · Shirley Strickland · June Maston · Elizabeth McKinnon · Joyce King                                                               | Kanada · Viola Myers · Nancy MacKay · Diane Foster · Patricia Jones                                             |
| Helsinki 1952     | ZDA · Mae Faggs · Barbara Jones · Janet Moreau · Catherine Hardy                                           | Nemčija · Ursula Knab · Maria Sander · Helga Klein · Marga Petersen                                                                           | Združeno kraljestvo · Sylvia Cheeseman · June Foulds · Jean Desforges · Heather Armitage                        |
| Melbourne 1956    | Avstralija · Shirley Strickland de la Hunty · Norma Croker · Fleur Mellor · Betty Cuthbert                 | Združeno kraljestvo · Anne Pashley · Jean Scrivens · June Foulds · Heather Armitage                                                           | ZDA · Mae Faggs · Margaret Matthews · Wilma Rudolph · Isabelle Daniels                                          |
| Rim 1960          | ZDA · Martha Hudson · Lucinda Williams · Barbara Jones · Wilma Rudolph                                     | Nemčija · Martha Langbein · Anni Biechl · Brunhilde Hendrix · Jutta Heine                                                                     | Poljska · Teresa Wieczorek · Barbara Janiszewska · Celina Jesionowska · Halina Richter                          |
| Tokio 1964        | Poljska · Teresa Ciepły · Irena Kirszenstein · Halina Górecka · Ewa Kłobukowska                            | ZDA · Willye White · Wyomia Tyus · Marilyn White · Edith McGuire                                                                              | Združeno kraljestvo · Janet Simpson · Mary Rand · Daphne Arden · Dorothy Hyman                                  |
| C. de Mexico 1968 | ZDA · Barbara Ferrell · Margaret Bailes · Mildrette Netter · Wyomia Tyus                                   | Kuba · Marlene Elejarde · Fulgencia Romay · Violetta Quesada · Miguelina Cobián                                                               | Sovjetska zveza · Ljudmila Žarkova-Maslakova · Galina Buharina · Vera Popkova · Ljudmila Samotjosova            |
| München 1972      | Zahodna Nemčija · Christiane Krause · Ingrid Mickler-Becker · Annegret Richter · Heide Rosendahl           | Vzhodna Nemčija · Evelin Kaufer · Christina Heinich · Barbel Struppert · Renate Stecher                                                       | Kuba · Marlene Elejarde · Carmen Valdes · Fulgencia Romay · Silvia Chivás                                       |
| Montreal 1976     | Vzhodna Nemčija · Marlies Oelsner · Renate Stecher · Carla Bodendorf · Bärbel Eckert                       | Zahodna Nemčija · Elvira Possekel · Inge Helten · Annegret Richter · Annegret Kroniger                                                        | Sovjetska zveza · Tatjana Proročenko · Ljudmila Žarkova-Maslakova · Nadežda Besfamilna · Vera Anisimova         |
| Moskva 1980       | Vzhodna Nemčija · Romy Müller · Bärbel Wöckel · Ingrid Auerswald · Marlies Göhr                            | Sovjetska zveza · Vera Komisova · Ljudmila Žarkova-Maslakova · Vera Anisimova · Natalija Bočina                                               | Združeno kraljestvo · Heather Hunte · Kathy Smallwood-Cook · Beverley Goddard · Sonia Lannaman                  |
| Los Angeles 1984  | ZDA · Alice Brown · Jeanette Bolden · Chandra Cheeseborough · Evelyn Ashford                               | Kanada · Angela Bailey · Marita Payne · Angella Taylor-Issajenko · France Gareau                                                              | Združeno kraljestvo · Simmone Jacobs · Kathy Smallwood-Cook · Beverley Callander · Heather Oakes                |
| Seul 1988         | ZDA · Alice Brown · Sheila Echols · Florence Griffith Joyner · Evelyn Ashford · Dannette Young             | Vzhodna Nemčija · Silke Möller · Kerstin Behrendt · Ingrid Auerswald · Marlies Göhr                                                           | Sovjetska zveza · Ljudmila Kondratjeva · Galina Malčugina · Marina Žirova · Natalija Pomoščnikova               |
| Barcelona 1992    | ZDA · Evelyn Ashford · Esther Jones · Carlette Guidry · Gwen Torrence · Michelle Finn                      | SND · Olga Bogoslovska · Galina Malčugina · Marina Trandenkova · Irina Privalova                                                              | Nigerija · Beatrice Utondu · Faith Idehen · Christy Opara-Thompson · Mary Onyali                                |
| Atlanta 1996      | ZDA · Gail Devers · Inger Miller · Chryste Gaines · Gwen Torrence · Carlette Guidry                        | Bahami · Eldece Clarke · Chandra Sturrup · Savatheda Fynes · Pauline Davis-Thompson · Debbie Ferguson                                         | Jamajka · Michelle Freeman · Juliet Cuthbert · Nikole Mitchell · Merlene Ottey · Gillian Russell · Andria Lloyd |
| Sydney 2000       | Bahami · Savatheda Fynes · Chandra Sturrup · Pauline Davis-Thompson · Debbie Ferguson · Eldece Lewis       | Jamajka · Tayna Lawrence · Veronica Campbell · Beverly McDonald · Merlene Ottey · Merlene Frazer                                              | ZDA · Chryste Gaines · Torri Edwards · Nanceen Perry · Passion Richardson                                       |
| Atene 2004        | Jamajka · Tayna Lawrence · Sherone Simpson · Aleen Bailey · Veronica Campbell · Beverly McDonald           | Rusija · Olga Fjodorova · Julija Tabakova · Irina Habarova · Larisa Kruglova                                                                  | Francija · Veronique Mang · Muriel Hurtis · Sylviane Felix · Christine Arron                                    |
| Peking 2008       | Belgija · Kim Gevaert · Élodie Ouédraogo · Hanna Mariën · Olivia Borlée                                    | Nigerija · Halimat Ismaila · Oludamola Osayomi · Agnes Osazuwa · Gloria Kemasuode · Franca Idoko                                              | Brazilija · Rosemar Coelho Neto · Lucimar de Moura · Thaissa Presti · Rosangela Santos                          |
| London 2012       | ZDA · Tianna Madison · Allyson Felix · Bianca Knight · Carmelita Jeter · Jeneba Tarmoh · Lauryn Williams   | Jamajka · Shelly-Ann Fraser-Pryce · Sherone Simpson · Veronica Campbell-Brown · Kerron Stewart · Samantha Henry-Robinson · Schillonie Calvert | Ukrajina · Olesja Povh · Hristina Stuj · Marija Rjemjen · Elizaveta Brizgina                                    |
| Rio 2016          | ZDA · Tianna Bartoletta · Allyson Felix · English Gardner · Tori Bowie · Morolake Akinosun                 | Jamajka · Christania Williams · Elaine Thompson · Veronica Campbell-Brown · Shelly-Ann Fraser-Pryce · Simone Facey · Sashalee Forbes          | Združeno kraljestvo · Asha Philip · Desiree Henry · Dina Asher-Smith · Daryll Neita                             |

### Štafeta 4 x 400 m
| Igre             | Zlato | Srebro | Bron |
| München 1972     | Vzhodna Nemčija · Dagmar Käsling · Rita Kühne · Helga Seidler · Monika Zehrt                                          | ZDA · Mable Fergerson · Madeline Manning · Cheryl Toussaint · Kathy Hammond                                                                  | Zahodna Nemčija · Anette Rückes · Inge Bödding · Hildegard Falck · Rita Wilden                                          |
| Montreal 1976    | Vzhodna Nemčija · Doris Maletzki · Brigitte Rohde · Ellen Streidt · Christina Brehmer                                 | ZDA · Debra Sapenter · Sheila Ingram · Pamela Jiles · Rosalyn Bryant                                                                         | Sovjetska zveza · Inta Kļimoviča · Ljudmila Aksjonova · Natalija Sokolova · Nadežda Iljina                              |
| Moskva 1980      | Sovjetska zveza · Tatjana Proročenko · Tatjana Gojščik · Nina Zjuskova · Irina Nazarova · Olga Minejeva               | Vzhodna Nemčija · Gabriele Löwe · Barbara Krug · Christina Lathan · Marita Koch                                                              | Združeno kraljestvo · Linsey MacDonald · Michelle Probert · Joslyn Hoyte-Smith · Donna-Marie Hartley                    |
| Los Angeles 1984 | ZDA · Lillie Leatherwood · Sherri Howard · Valerie Brisco-Hooks · Chandra Cheeseborough · Diane Dixon · Denean Howard | Kanada · Charmaine Crooks · Jillian Richardson · Molly Killingbeck · Marita Payne                                                            | Zahodna Nemčija · Heike Schulte-Mattler · Ute Thimm · Heidi-Elke Gaugel · Gaby Bussmann                                 |
| Seul 1988        | Sovjetska zveza · Tatjana Ledovska · Olga Nazarova · Marija Pinigina · Olga Brizgina · Ljudmila Džigalova             | ZDA · Denean Howard · Diane Dixon · Valerie Brisco-Hooks · Florence Griffith Joyner                                                          | Vzhodna Nemčija · Dagmar Neubauer-Rübsam · Kirsten Emmelmann · Sabine Busch · Petra Müller                              |
| Barcelona 1992   | SND · Jelena Ruzina · Ljudmila Džigalova · Olga Nazarova · Olga Brizgina · Marina Šmonina · Lilija Nurutdinova        | ZDA · Natasha Kaiser · Gwen Torrence · Jearl Miles · Rochelle Stevens · Denean Hill · Dannette Young                                         | Združeno kraljestvo · Phylis Smith · Sandra Douglas · Jennifer Stoute · Sally Gunnell                                   |
| Atlanta 1996     | ZDA · Rochelle Stevens · Maicel Malone · Kim Graham · Jearl Miles · Linetta Wilson                                    | Nigerija · Bisi Afolabi · Fatima Yusuf · Charity Opara · Falilat Ogunkoya                                                                    | Nemčija · Uta Rohländer · Linda Kisabaka · Anja Rücker · Grit Breuer                                                    |
| Sydney 2000      | ZDA · Jearl Miles-Clark · Monique Hennagan · LaTasha Colander · Andrea Anderson                                       | Jamajka · Sandie Richards · Catherine Scott · Deon Hemmings · Lorraine Graham · Charmaine Howell · Michelle Burgher                          | Rusija · Julija Sotnikova · Svetlana Gončarenko · Olga Kotljarova · Irina Privalova · Natalija Nazarova · Olesja Zikina |
| Atene 2004       | ZDA · DeeDee Trotter · Monique Henderson · Sanya Richards · Monique Hennagan · Moushaumi Robinson                     | Rusija · Olesja Krasnomovec · Natalija Nazarova · Olesja Zikina · Natalija Antjuh · Tatjana Firova · Natalija Ivanova                        | Jamajka · Novlene Williams · Michelle Burgher · Nadia Davy · Sandie Richards · Ronetta Smith                            |
| Peking 2008      | ZDA · Mary Wineberg · Allyson Felix · Monique Henderson · Sanya Richards · Natasha Hastings                           | Jamajka · Shericka Williams · Shereefa Lloyd · Rosemarie Whyte · Novlene Williams                                                            | Združeno kraljestvo · Christine Ohuruogu · Kelly Sotherton · Marilyn Okoro · Nicola Sanders                             |
| London 2012      | ZDA · DeeDee Trotter · Allyson Felix · Francena McCorory · Sanya Richards-Ross · Keshia Baker · Diamond Dixon         | Jamajka · Christine Day · Rosemarie Whyte · Shericka Williams · Novlene Williams-Mills · Shereefa Lloyd                                      | Ukrajina · Alina Lohvinenko · Olha Zemljak · Hana Jaroščuk · Natalija Pihida                                            |
| Rio 2016         | ZDA · Allyson Felix · Phyllis Francis · Natasha Hastings · Courtney Okolo · Taylor Ellis-Watson · Francena McCorory   | Jamajka · Stephenie Ann McPherson · Anneisha McLaughlin-Whilby · Shericka Jackson · Novlene Williams-Mills · Christine Day · Chrisann Gordon | Združeno kraljestvo · Eilidh Doyle · Anyika Onuora · Emily Diamond · Christine Ohuruogu · Kelly Massey                  |

### Hitra hoja na 20 km
| Igre        | Zlato                         | Srebro                         | Bron                      |
| Sydney 2000 | Vang Liping (Kitajska)        | Kjersti Plätzer (Norveška)     | María Vasco (Španija)     |
| Atene 2004  | Athanasia Tsoumeleka (Grčija) | Olimpijada Ivanova (Rusija)    | Jane Saville (Avstralija) |
| Peking 2008 | Olga Kaniskina (RUS)          | Kjersti Plätzer (NOR)          | Elisa Rigaudo (ITA)       |
| London 2012 | Jelena Lašmanova (RUS)        | Šiejang Šendžie (CHN)          | Liu Hong (CHN)            |
| Rio 2016    | Liu Hong (CHN)                | María Guadalupe González (MEX) | Lü Šiuži (CHN)            |

### Skok v višino
| Igre              | Zlato                                      | Srebro                                                                   | Bron                                                   |
| Amsterdam 1928    | Ethel Catherwood (Kanada)                  | Lien Gisolf (Nizozemska)                                                 | Mildred Wiley (Združene države Amerike)                |
| Los Angeles 1932  | Jean Shiley (Združene države Amerike)      | Babe Didrikson (Združene države Amerike)                                 | Eva Dawes (Kanada)                                     |
| Berlin 1936       | Ibolya Csák (Madžarska)                    | Dorothy Odam (Združeno kraljestvo)                                       | Elfriede Kaun (Nemčija)                                |
| London 1948       | Alice Coachman (Združene države Amerike)   | Dorothy Tyler (Združeno kraljestvo)                                      | Micheline Ostermeyer (Francija)                        |
| Helsinki 1952     | Esther Brand (Republika Južna Afrika)      | Sheile Lerwill (Združeno kraljestvo)                                     | Aleksandra Čudina (Sovjetska zveza)                    |
| Melbourne 1956    | Mildred McDaniel (Združene države Amerike) | Thelma Hopkins (Združeno kraljestvo) · Marija Pisareva (Sovjetska zveza) |                                                        |
| Rim 1960          | Iolanda Balas (Romunija)                   | Jarosława Jóźwiakowska (Poljska) · Dorothy Shirley (Združeno kraljestvo) |                                                        |
| Tokio 1964        | Iolanda Balas (Romunija)                   | Michele Brown (Avstralija)                                               | Taisia Čenčik (Sovjetska zveza)                        |
| C. de Mexico 1968 | Miloslava Rezková (Češkoslovaška)          | Antonina Okorokova (Sovjetska zveza)                                     | Valentina Kozir (Sovjetska zveza)                      |
| München 1972      | Ulrike Meyfarth (Zahodna Nemčija)          | Jordanka Blagojeva (Bolgarija)                                           | Ilona Gusenbauer (Avstrija)                            |
| Montreal 1976     | Rosemarie Ackermann (Vzhodna Nemčija)      | Sara Simeoni (Italija)                                                   | Jordanka Blagojeva (Bolgarija)                         |
| Moskva 1980       | Sara Simeoni (Italija)                     | Urszula Kielan (Poljska)                                                 | Jutta Kirst (Vzhodna Nemčija)                          |
| Los Angeles 1984  | Ulrike Meyfarth (Zahodna Nemčija)          | Sara Simeoni (Italija)                                                   | Joni Huntley (Združene države Amerike)                 |
| Seul 1988         | Louise Ritter (Združene države Amerike)    | Stefka Kostadinova (Bolgarija)                                           | Tamara Bikova (Sovjetska zveza)                        |
| Barcelona 1992    | Heike Henkel (Nemčija)                     | Alina Astafei (Romunija)                                                 | Ioamnet Quintero (Kuba)                                |
| Atlanta 1996      | Stefka Kostadinova (Bolgarija)             | Niki Bakogianni (Grčija)                                                 | Inha Babakova (Ukrajina)                               |
| Sydney 2000       | Jelena Jelesina (Rusija)                   | Hestrie Cloete (Republika Južna Afrika)                                  | Kajsa Bergqvist (Švedska) · Oana Pantelimon (Romunija) |
| Atene 2004        | Jelena Slesarenko (Rusija)                 | Hestrie Cloete (Republika Južna Afrika)                                  | Viktorija Stjopina (Ukrajina)                          |
| Peking 2008       | Tia Hellebaut (BEL)                        | Blanka Vlašić (CRO)                                                      | Chaunté Howard (USA)                                   |
| London 2012       | Ana Čičerova (RUS)                         | Brigetta Barrett (USA)                                                   | Svetlana Školina (RUS)                                 |
| Rio 2016          | Ruth Beitia (ESP)                          | Mirela Demireva (BUL)                                                    | Blanka Vlašić (CRO)                                    |

### Skok ob palici
| Igre        | Zlato                                   | Srebro                          | Bron                     |
| Sydney 2000 | Stacy Dragila (Združene države Amerike) | Tatjana Grigorjeva (Avstralija) | Vala Flosadóttir (ISL)   |
| Atene 2004  | Jelena Isinbajeva (RUS)                 | Svetlana Feofanova (Rusija)     | Anna Rogowska (Poljska)  |
| Peking 2008 | Jelena Isinbajeva (RUS)                 | Jennifer Stuczynski (USA)       | Svetlana Feofanova (RUS) |
| London 2012 | Jenn Suhr (USA)                         | Yarisley Silva (CUB)            | Jelena Isinbajeva (RUS)  |
| Rio 2016    | Katerina Stefanidi (GRE)                | Sandi Morris (USA)              | Eliza McCartney (NZL)    |

### Skok v daljino
| Igre              | Zlato                                          | Srebro                                   | Bron                                           |
| London 1948       | Olga Gyarmati (Madžarska)                      | Noemí Simonetto (Argentina)              | Ann-Britt Leyman (Švedska)                     |
| Helsinki 1952     | Yvette Williams (Nova Zelandija)               | Aleksandra Čudina (Sovjetska zveza)      | Shirley Cawley (Združeno kraljestvo)           |
| Melbourne 1956    | Elżbieta Krzesińska (Poljska)                  | Willye White (Združene države Amerike)   | Nadežda Hnikina-Dvališvili (Sovjetska zveza)   |
| Rim 1960          | Vera Krepkina (Sovjetska zveza)                | Elżbieta Krzesińska (Poljska)            | Hildrun Claus (EUA)                            |
| Tokio 1964        | Mary Rand (Združeno kraljestvo)                | Irena Kirszenstein (Poljska)             | Tatjana Ščelkanova (Sovjetska zveza)           |
| C. de Mexico 1968 | Viorica Viscopoleanu (Romunija)                | Sheila Sherwood (Združeno kraljestvo)    | Tatjana Tališeva (Sovjetska zveza)             |
| München 1972      | Heide Rosendahl (Zahodna Nemčija)              | Diana Jorgova (Bolgarija)                | Eva Šuranová (Češkoslovaška)                   |
| Montreal 1976     | Angela Voigt (Vzhodna Nemčija)                 | Kathy McMillan (Združene države Amerike) | Lidija Alfejeva (Sovjetska zveza)              |
| Moskva 1980       | Tatjana Kolpakova (Sovjetska zveza)            | Brigitte Wujak (Vzhodna Nemčija)         | Tatjana Skačko (Sovjetska zveza)               |
| Los Angeles 1984  | Anisoara Cusmir-Stanciu (Romunija)             | Valy Ionescu (Romunija)                  | Sue Hearnshaw (Združeno kraljestvo)            |
| Seul 1988         | Jackie Joyner-Kersee (Združene države Amerike) | Heike Drechsler (Vzhodna Nemčija)        | Galina Čistjakova (Sovjetska zveza)            |
| Barcelona 1992    | Heike Drechsler (Nemčija)                      | Inessa Kravets (EUN)                     | Jackie Joyner-Kersee (Združene države Amerike) |
| Atlanta 1996      | Chioma Ajunwa (NGR)                            | Fiona May (Italija)                      | Jackie Joyner-Kersee (Združene države Amerike) |
| Sydney 2000       | Heike Drechsler (Nemčija)                      | Fiona May (Italija)                      | Tatjana Kotova (Rusija)                        |
| Atene 2004        | Tatjana Lebedeva (Rusija)                      | Irina Simagina (Rusija)                  | Tatjana Kotova (Rusija)                        |
| Peking 2008       | Maurren Higa Maggi (BRA)                       | Blessing Okagbare (NGR)                  | Chelsea Hammond (JAM)                          |
| London 2012       | Brittney Reese (USA)                           | Jelena Sokolova (RUS)                    | Janay Deloach (USA)                            |
| Rio 2016          | Tianna Bartoletta (USA)                        | Britney Reese (USA)                      | Ivana Španović (SRB)                           |

### Troskok
| Igre         | Zlato                        | Srebro                     | Bron                      |
| Atlanta 1996 | Inesa Kravec (Ukrajina)      | Ina Lasovska (Rusija)      | Šárka Kašpárková (Češka)  |
| Sydney 2000  | Tereza Marinova (Bolgarija)  | Tatjana Lebedeva (Rusija)  | Olena Hovorova (Ukrajina) |
| Atene 2004   | Françoise Mbango Etone (CMR) | Hrysopiyí Devetzí (Grčija) | Tatjana Lebedeva (Rusija) |
| Peking 2008  | Françoise Mbango Etone (CMR) | Olga Ripakova (KAZ)        | Yargelis Savigne (CUB)    |
| London 2012  | Olga Ripakova (KAZ)          | Caterine Ibargüen (COL)    | Olha Saladuha (UKR)       |
| Rio 2016     | Caterine Ibargüen (COL)      | Yulimar Rojas (VEN)        | Olga Ripakova (KAZ)       |

### Suvanje krogle
| Igre              | Zlato                               | Srebro                               | Bron                                    |
| London 1948       | Micheline Ostermeyer (Francija)     | Amelia Piccinini (Italija)           | Ina Schäffer (Avstrija)                 |
| Helsinki 1952     | Galina Zibina (Sovjetska zveza)     | Marianne Werner (Nemčija)            | Klavdija Točonova (Sovjetska zveza)     |
| Melbourne 1956    | Tamara Tiškevič (Sovjetska zveza)   | Galina Zibina (Sovjetska zveza)      | Marianne Werner (EUA)                   |
| Rim 1960          | Tamara Press (Sovjetska zveza)      | Johanna Lüttge (EUA)                 | Earlene Brown (Združene države Amerike) |
| Tokio 1964        | Tamara Press (Sovjetska zveza)      | Renate Culmberger (EUA)              | Galina Zibina (Sovjetska zveza)         |
| C. de Mexico 1968 | Margitta Gummel (Vzhodna Nemčija)   | Marita Lange (Vzhodna Nemčija)       | Nadežda Čižova (Sovjetska zveza)        |
| München 1972      | Nadežda Čižova (Sovjetska zveza)    | Margitta Gummel (Vzhodna Nemčija)    | Ivanka Hristova (Bolgarija)             |
| Montreal 1976     | Ivanka Hristova (Bolgarija)         | Nadežda Čižova (Sovjetska zveza)     | Helena Fibingerová (Češkoslovaška)      |
| Moskva 1980       | Ilona Slupianek (Vzhodna Nemčija)   | Svetlana Kračevska (Sovjetska zveza) | Margitta Pufe (Vzhodna Nemčija)         |
| Los Angeles 1984  | Claudia Losch (Zahodna Nemčija)     | Mihaela Loghin (Romunija)            | Gael Martin (Avstralija)                |
| Seul 1988         | Natalija Lisovska (Sovjetska zveza) | Kathrin Neimke (Vzhodna Nemčija)     | Li Meisu (Kitajska)                     |
| Barcelona 1992    | Svetlana Kriveljova (EUN)           | Huang Žihong (Kitajska)              | Kathrin Neimke (Nemčija)                |
| Atlanta 1996      | Astrid Kumbernuss (Nemčija)         | Sui Šinmei (Kitajska)                | Irina Hudoroškina (Rusija)              |
| Sydney 2000       | Janina Karolčik (Belorusija)        | Larisa Pelešenko (Rusija)            | Astrid Kumbernuss (Nemčija)             |
| Atene 2004        | Yumileidi Cumba (Kuba)              | Nadine Kleinert (Nemčija)            | Svetlana Kriveljova (Rusija)            |
| Peking 2008       | Valerie Vili (NZL)                  | Misleydis González (CUB)             | Gong Lidžiao (CHN)                      |
| London 2012       | Valerie Adams (NZL)                 | Gong Lidžiao (CHN)                   | Li Ling (CHN)                           |
| Rio 2016          | Michelle Carter (USA)               | Valerie Adams (NZL)                  | Anita Márton (HUN)                      |

### Met diska
| Igre              | Zlato                                      | Srebro                                     | Bron                                |
| Amsterdam 1928    | Halina Konopacka (Poljska)                 | Lillian Copeland (Združene države Amerike) | Ruth Svedberg (Švedska)             |
| Los Angeles 1932  | Lillian Copeland (Združene države Amerike) | Ruth Osburn (Združene države Amerike)      | Jadwiga Wajs (Poljska)              |
| Berlin 1936       | Gisela Mauermayer (Nemčija)                | Jadwiga Wajs (Poljska)                     | Paula Mollenhauer (Nemčija)         |
| London 1948       | Micheline Ostermeyer (Francija)            | Edera Gentile (Italija)                    | Jacqueline Mazéas (Francija)        |
| Helsinki 1952     | Nina Romaškova (Sovjetska zveza)           | Jelisaveta Bagrjanceva (Sovjetska zveza)   | Nina Dumbadze (Sovjetska zveza)     |
| Melbourne 1956    | Olga Fikotová (Češkoslovaška)              | Irina Begljakova (Sovjetska zveza)         | Nina Romaškova (Sovjetska zveza)    |
| Rim 1960          | Nina Romaškova (Sovjetska zveza)           | Tamara Press (Sovjetska zveza)             | Lia Manoliu (Romunija)              |
| Tokio 1964        | Tamara Press (Sovjetska zveza)             | Ingrid Lotz (EUA)                          | Lia Manoliu (Romunija)              |
| C. de Mexico 1968 | Lia Manoliu (Romunija)                     | Liesel Westermann (Zahodna Nemčija)        | Jolán Kleiber (Madžarska)           |
| München 1972      | Faina Melnik (Sovjetska zveza)             | Argentina Menis (Romunija)                 | Vasilka Stojeva (Bolgarija)         |
| Montreal 1976     | Evelin Schlaak (Vzhodna Nemčija)           | Marija Vergova (Bolgarija)                 | Gabriele Hinzmann (Vzhodna Nemčija) |
| Moskva 1980       | Evelin Jahl (Vzhodna Nemčija)              | Marija Vergova-Petkova (Bolgarija)         | Tatjana Lesova (Sovjetska zveza)    |
| Los Angeles 1984  | Ria Stalman (Nizozemska)                   | Leslie Deniz (Združene države Amerike)     | Florenta Craciunescu (Romunija)     |
| Seul 1988         | Martina Hellmann (Vzhodna Nemčija)         | Diana Gansky (Vzhodna Nemčija)             | Cvetanka Hristova (Bolgarija)       |
| Barcelona 1992    | Maritza Martén (Kuba)                      | Cvetanka Hristova (Bolgarija)              | Daniela Costian (Avstralija)        |
| Atene 2004        | Ilke Wyludda (Nemčija)                     | Natalija Sadova (Rusija)                   | Jelina Zverjova (Belorusija)        |
| Sydney 2000       | Jelina Zverjova (Belorusija)               | Anastasia Kelesidou (Grčija)               | Irina Jatčenko (Belorusija)         |
| Atene 2004        | Natalija Sadova (Rusija)                   | Anastasia Kelesidou (Grčija)               | Věra Pospíšilová (Češka)            |
| Peking 2008       | Stephanie Brown Trafton (USA)              | Olena Antonova (UKR)                       | Song Aimin (CHN)                    |
| London 2012       | Sandra Perković (CRO)                      | Janfeng Li (CHN)                           | Yarelys Barrios (CUB)               |
| Rio 2016          | Sandra Perković (CRO)                      | Mélina Robert-Michon (FRA)                 | Denia Caballero (CUB)               |

### Met kladiva
| Igre        | Zlato                        | Srebro                  | Bron                      |
| Sydney 2000 | Kamila Skolimowska (Poljska) | Olga Kuzenkova (Rusija) | Kirsten Münchow (Nemčija) |
| Atene 2004  | Olga Kuzenkova (Rusija)      | Yipsi Moreno (Kuba)     | Yunaika Crawford (Kuba)   |
| Peking 2008 | Yipsi Moreno (CUB)           | Žang Venšiu (CHN)       | Manuela Montebrun (FRA)   |
| London 2012 | Anita Włodarczyk (POL)       | Betty Heidler (GER)     | Žang Venšiu (CHN)         |
| Rio 2016    | Anita Włodarczyk (POL)       | Žang Venšiu (CHN)       | Sophie Hitchon (GBR)      |

### Met kopja
| Igre              | Zlato                                    | Srebro                                 | Bron                                   |
| Los Angeles 1932  | Babe Didrikson (Združene države Amerike) | Ellen Braumüller (Nemčija)             | Tilly Fleischer (Nemčija)              |
| Berlin 1936       | Tilly Fleischer (Nemčija)                | Luise Krüger (Nemčija)                 | Maria Kwaśniewska (Poljska)            |
| London 1948       | Herma Bauma (Avstrija)                   | Kaisa Parviainen (Finska)              | Lily Carlstedt (Danska)                |
| Helsinki 1952     | Dana Zátopková (Češkoslovaška)           | Aleksandra Čudina (Sovjetska zveza)    | Jelena Gorčakova (Sovjetska zveza)     |
| Melbourne 1956    | Inese Jaunzeme (Sovjetska zveza)         | Marlene Ahrens (Čile)                  | Nadežda Konjajeva (Sovjetska zveza)    |
| Rim 1960          | Elvīra Ozoliņa (Sovjetska zveza)         | Dana Zátopková (Češkoslovaška)         | Birute Kalediene (Sovjetska zveza)     |
| Tokio 1964        | Mihaela Penes (Romunija)                 | Márta Rudas (Madžarska)                | Jelena Gorčakova (Sovjetska zveza)     |
| C. de Mexico 1968 | Angéla Németh (Madžarska)                | Mihaela Penes (Romunija)               | Eva Janko (Avstrija)                   |
| München 1972      | Ruth Fuchs (Vzhodna Nemčija)             | Jacqueline Todten (Vzhodna Nemčija)    | Kate Schmidt (Združene države Amerike) |
| Montreal 1976     | Ruth Fuchs (Vzhodna Nemčija)             | Marion Becker (Zahodna Nemčija)        | Kate Schmidt (Združene države Amerike) |
| Moskva 1980       | Maria Colón (Kuba)                       | Saida Gunba (Sovjetska zveza)          | Ute Hommola (Vzhodna Nemčija)          |
| Los Angeles 1984  | Tessa Sanderson (Združeno kraljestvo)    | Tiina Lillak (Finska)                  | Fatima Whitbread (Združeno kraljestvo) |
| Seul 1988         | Petra Felke (Vzhodna Nemčija)            | Fatima Whitbread (Združeno kraljestvo) | Beate Koch (Vzhodna Nemčija)           |
| Barcelona 1992    | Silke Renk (Nemčija)                     | Natalija Šikolenko (EUN)               | Karen Forkel (Nemčija)                 |
| Atlanta 1996      | Heli Rantanen (Finska)                   | Louise McPaul (Avstralija)             | Trine Hattestad (Norveška)             |
| Sydney 2000       | Trine Hattestad (Norveška)               | Mirela Manjani-Tzelili (Grčija)        | Osleidys Menéndez (Kuba)               |
| Atene 2004        | Osleidys Menéndez (Kuba)                 | Steffi Nerius (Nemčija)                | Mirela Manjani (Grčija)                |
| Peking 2008       | Barbora Špotáková (CZE)                  | Christina Obergföll (GER)              | Goldie Sayers (UK)                     |
| London 2012       | Barbora Špotáková (CZE)                  | Christina Obergföll (GER)              | Linda Stahl (GER)                      |
| Rio 2016          | Sara Kolak (CRO)                         | Sunette Viljoen (RSA)                  | Barbora Špotáková (CZE)                |

### Sedmeroboj
| Igre             | Zlato                                          | Srebro                                  | Bron                                  |
| Los Angeles 1984 | Glynis Nunn (Avstralija)                       | Jackie Joyner (Združene države Amerike) | Sabine Everts (Zahodna Nemčija)       |
| Seul 1988        | Jackie Joyner-Kersee (Združene države Amerike) | Sabine John (Vzhodna Nemčija)           | Anke Behmer (Vzhodna Nemčija)         |
| Barcelona 1992   | Jackie Joyner-Kersee (Združene države Amerike) | Irina Belova (EUN)                      | Sabine Braun (Nemčija)                |
| Atlanta 1996     | Ghada Shouaa (SYR)                             | Natalija Sazanovič (Belorusija)         | Denise Lewis (Združeno kraljestvo)    |
| Sydney 2000      | Denise Lewis (Združeno kraljestvo)             | Jelena Prohorova (Rusija)               | Natalija Sazanovič (Belorusija)       |
| Atene 2004       | Carolina Klüft (Švedska)                       | Austra Skujytė (Litva)                  | Kelly Sotherton (Združeno kraljestvo) |
| Peking 2008      | Natalija Dobrinska (UKR)                       | Hyleas Fountain (USA)                   | Kelly Sotherton (UK)                  |
| London 2012      | Jessica Ennis (GBR)                            | Lilli Schwarzkopf (GER)                 | Austra Skujytė (Litva)                |
| Rio 2016         | Nafissatou Thiam (BEL)                         | Jessica Ennis-Hill (GBR)                | Brianne Theisen-Eaton (CAN)           |

## Opuščene discipline

### 3000 m
| Igre             | Zlato                   | Srebro                  | Bron                  |
| Los Angeles 1984 | Maricica Puică (ROU)    | Wendy Smith-Sly (GBR)   | Lynn Williams (CAN)   |
| Seul 1988        | Tetjana Samolenko (URS) | Paula Ivan (ROU)        | Yvonne Murray (GBR)   |
| Barcelona 1992   | Jelena Romanova (EUN)   | Tetjana Dorovskih (EUN) | Angela Chalmers (CAN) |

### 80 m z ovirami
| Igre              | Zlato                     | Srebro                 | Bron                     |
| Los Angeles 1932  | Babe Didrikson (USA)      | Evelyne Hall (USA)     | Marjorie Clark (RSA)     |
| Berlin 1936       | Trebisonda Valla (ITA)    | Anni Steuer (GER)      | Elizabeth Taylor (CAN)   |
| London 1948       | Fanny Blankers-Koen (NED) | Maureen Gardner (GBR)  | Shirley Strickland (AUS) |
| Helsinki 1952     | Shirley Strickland (AUS)  | Marija Golubniča (URS) | Maria Sander (GER)       |
| Melbourne 1956    | Shirley Strickland (AUS)  | Gisela Köhler (EUA)    | Norma Thrower (AUS)      |
| Rim 1960          | Irina Press (URS)         | Carole Quinton (GBR)   | Gisela Birkemeyer (EUA)  |
| Tokio 1964        | Karin Balzer (EUA)        | Teresa Ciepły (POL)    | Pam Kilborn (AUS)        |
| C. de Mexico 1968 | Maureen Caird (AUS)       | Pam Kilborn (AUS)      | Či Čeng (ROC)            |

### Peteroboj
| Igre              | Zlato                  | Srebro                   | Bron                   |
| Tokio 1964        | Irina Press (URS)      | Mary Rand (GBR)          | Galina Bistrova (URS)  |
| C. de Mexico 1968 | Ingrid Becker (FRG)    | Liese Prokop (AUT)       | Annamária Tóth (HUN)   |
| München 1972      | Mary Peters (GBR)      | Heide Rosendahl (FRG)    | Burglinde Pollak (GDR) |
| Montreal 1976     | Siegrun Siegl (GDR)    | Christine Laser (GDR)    | Burglinde Pollak (GDR) |
| Moskva 1980       | Nadežda Tkačenko (URS) | Olga Rukavišnikova (URS) | Olga Kuragina (URS)    |

### Hitra hoja na 10 km
| Igre           | Zlato                   | Srebro                   | Bron            |
| Barcelona 1992 | Čen Jueling (CHN)       | Jelena Nikolajeva (EUN)  | Li Čunšiu (CHN) |
| Atlanta 1996   | Jelena Nikolajeva (RUS) | Elisabetta Perrone (ITA) | Vang Jan (CHN)  |